# Giovanni Procacci
Giovanni Procacci (ur. 4 maja 1955 w Bari) – włoski polityk i nauczyciel, eurodeputowany i senator.

## Życiorys
Ukończył studia w zakresie literatury i historii sztuki na Uniwersytecie w Bari. Od 1978 do 1999 pracował jako wykładowca akademicki. Działał także w samorządzie miejskim w Bitonto. W 1996 został jednym z liderów powołanej przez Romano Prodiego partii Demokraci.
W wyborach w 1999 i 2004 był wybierany do Parlamentu Europejskiego V i VI kadencji odpowiednio z ramienia Demokratów i Drzewa Oliwnego (jako przedstawiciel partii Margherita). Był członkiem grup liberalnych, pracował m.in. w Komisji Rolnictwa i Rozwoju Obszarów Wiejskich.
Z PE odszedł w 2006 w związku z wyborem w skład Senatu XV kadencji. W przedterminowych wyborach w 2008 z ramienia Partii Demokratycznej został senatorem XVI kadencji (do 2013).